# Rašice
Rašice este o comună slovacă, aflată în districtul Revúca din regiunea Banská Bystrica. Localitatea se află la altitudinea de 211 m deasupra n.m., se întinde pe o suprafață de 9,11 km2 și în 2017 număra 122 de locuitori. Se învecinează cu comuna Levkuška.

## Istoric
Localitatea Rašice este atestată documentar din 1334.

## Demografie
| An:                | 1994 | 2004    | 2014    | 2024   |
| ------------------ | ---- | ------- | ------- | ------ |
| Număr de persoane: | 151  | 135     | 112     | 112    |
| Diferență:         |      | −10,59% | −17,03% | −1,42% |

| An:                | 2023 | 2024   |
| ------------------ | ---- | ------ |
| Număr de persoane: | 111  | 112    |
| Diferență:         |      | +0,90% |